# Mariana D'Andrea
Pour les articles homonymes, voir D'Andrea.
Mariana D'Andrea, née le 12 février 1998 à Itu (São Paulo), est une haltérophile handisport brésilienne concourant en -73 kg. Elle remporte le titre paralympique en 2020 après une seconde place aux Mondiaux en 2019.

## Carrière
Elle est née avec une achondroplasie. Elle commence l'haltérophilie à l'âge de 16 ans.
Lors des Jeux paralympiques d'été de 2020, elle remporte l'or en -73 kg, ce qui constitue la première médaille d'or en haltérophilie du Brésil aux Jeux paralympiques. Elle soulève une barre à 137 kg devant la Chinoise Xu Lili (134 kg) et la Française Souhad Ghazouani (132 kg). En novembre 2021, elle monte sur la deuxième marche du podium en individuel aux Mondiaux à Tbilissi derrière la Chinoise Xu.
Cinq ans auparavant, lors de ses premiers Jeux à Rio, elle échoue à ses trois tentatives et n'arrive à soulever aucune barre. En 2019, elle rafle le titre aux Jeux parapanaméricains à Lima puis l'argent par équipes aux Mondiaux à Noursoultan.